# کلینتی (نوادا)
کلینتی، نوادا (انگلیسی: Caliente, Nevada) در نوادای ایالات متحده آمریکا واقع است.